# شعر زغبي
زغب (بالإنجليزية: Vellus hair)‏ هو شعر قصير ورقيق، ذو لون خفيف، بالكاد يلاحظ وجوده في جسم الطفل أثناء الطفولة. وتشمل الاستثناءات الشفاه وخلف الأذن وكفّ اليد ونعل القدم وبعض المناطق التناسلية الخارجية، والسرة وأنسجة الندبة. تختلف كثافة الشعر - عدد بُصيلات الشعر لكل مساحة من الجلد - من شخص لآخر. عادةً ما يكون طول كل خصلة من الزغب أقل من 2 مم (1/13 بوصة)، ولا ترتبط البُصيلات بغدة دهنية.